# Eneko Bóveda
Eneko Bóveda Altube (ur. 14 grudnia 1988 w Bilbao) – hiszpański piłkarz występujący na pozycji obrońcy w Deportivo La Coruña.

## Statystyki klubowe
| Sezon   | Klub                | Kraj      | Liga               | Mecze | Bramki | Puchar Kraju | Mecze | Bramki | Puchary Kontynentalne | Mecze | Bramki |
| ------- | ------------------- | --------- | ------------------ | ----- | ------ | ------------ | ----- | ------ | --------------------- | ----- | ------ |
| 2006/07 | Baskonia            | Hiszpania | Tercera División   | -     | -      | -            | -     | -      | -                     | -     | -      |
| 2007/08 | Baskonia            | Hiszpania | Tercera División   | -     | -      | -            | -     | -      | -                     | -     | -      |
| 2008/09 | Athletic Bilbao B   | Hiszpania | Segunda División B | 16    | 0      | -            | -     | -      | -                     | -     | -      |
| 2008/09 | Athletic Bilbao     | Hiszpania | Primera División   | 2     | 0      | -            | -     | -      | -                     | -     | -      |
| 2009/10 | Athletic Bilbao B   | Hiszpania | Segunda División B | 14    | 0      | -            | -     | -      | -                     | -     | -      |
| 2009/10 | Athletic Bilbao     | Hiszpania | Primera División   | 1     | 0      | -            | -     | -      | -                     | -     | -      |
| 2010/11 | Athletic Bilbao B   | Hiszpania | Segunda División B | 22    | 0      | -            | -     | -      | -                     | -     | -      |
| 2011/12 | SD Eibar            | Hiszpania | Segunda División B | 27    | 1      | Puchar Króla | 2     | 0      | -                     | -     | -      |
| 2012/13 | SD Eibar            | Hiszpania | Segunda División B | 33    | 1      | Puchar Króla | 5     | 0      | -                     | -     | -      |
| 2013/14 | SD Eibar            | Hiszpania | Segunda División   | 18    | 1      | -            | -     | -      | -                     | -     | -      |
| 2014/15 | SD Eibar            | Hiszpania | Primera División   | 35    | 1      | Puchar Króla | 2     | 0      | -                     | -     | -      |
| 2015/16 | Athletic Bilbao     | Hiszpania | Primera División   | 23    | 0      | Puchar Króla | 3     | 0      | Liga Europy UEFA      | 9     | 0      |
| 2016/17 | Athletic Bilbao     | Hiszpania | Primera División   | 19    | 0      | Puchar Króla | 3     | 0      | Liga Europy UEFA      | 1     | 0      |
| 2017/18 | Athletic Bilbao     | Hiszpania | Primera División   | 6     | 0      | -            | -     | -      | Liga Europy UEFA      | 2     | 0      |
| 2017/18 | Deportivo La Coruña | Hiszpania | Primera División   | 8     | 0      | -            | -     | -      | -                     | -     | -      |
| 2018/19 | Deportivo La Coruña | Hiszpania | Segunda División   | 20    | 0      | Puchar Króla | 1     | 0      | -                     | -     | -      |

Stan na: 10 czerwca 2019 r.